# Rainha (2016)
Rainha é uma curta-metragem brasileiro de 2016, dirigido por Sabrina Fidalgo. 

## Sinopse
Rita é uma jovem que sonha em se tornar a rainha da bateria da escola de samba de sua comunidade. Quando finalmente realiza o seu sonho ela passa a enfrentar situações obscuras em sua vida.

## Ficha Técnica[3]
- Produção: Monica Botelho e Sabrina Fidalgo
- Fotografia: Julia Zakia
- Roteiro: Sabrina Fidalgo
- Som Direto: Vitor Kruter
- Trilha original: Gabriel Marinho
- Empresa(s) produtora(s): Fidalgo Produções e Mutuca Filmes
- Edição de som: Beto Mendonça
- Produção Executiva: Carol Viana
- Montagem: Antoine Guerreiro do Divino Amor

## Elenco
- Ana Flavia Cavalcanti
- Marilia Coelho
- Bianca Joy Porte
- Jerry Gilli
- Sabrina Fidalgo
- Eduarda Teixeira
- Ana Chagas
- Marcos Andrade

### Prêmios
| Ano  | Festival                                                       |                          | Categoria                              |
| ---- | -------------------------------------------------------------- | ------------------------ | -------------------------------------- |
| 2018 | VI Tudo Sobre Mulheres - Festival de Cinema Feminino           |                          | Melhor Atriz - Prêmio Especial do Juri |
| 2018 | Festival de Cinema de Jaraguá do Sul                           |                          | Melhor Filme de Média Metragem         |
| 2018 | 6° Festcine - Festival de Cinema - Curta Pinhais               |                          | Melhor Atriz                           |
| 2017 | 8º Festival de Cinema Independente CIVIFILMES[ligação inativa] |                          | Melhor Filme de Média Metragem         |
| 2016 | Festival Ver e Fazer Filmes                                    |                          | Melhor Atriz                           |
| 2016 | Festival Ver e Fazer Filmes                                    | Melhor Ator Co-adjuvante |                                        |
| 2016 | Festival Ver e Fazer Filmes                                    | Melhor Figurino          |                                        |
| 2016 | Festival Ver e Fazer Filmes                                    | Melhor Som               |                                        |
| 2016 | Festival Internacional de Curtas do Rio de Janeiro             |                          | Melhor Filme - Juri Popular            |